# 名古屋市営地下鉄鶴舞線
鶴舞線（つるまいせん）は、愛知県名古屋市西区の上小田井駅から愛知県日進市の赤池駅までを結ぶ、名古屋市営地下鉄の路線である。『鉄道要覧』における名称は3号線鶴舞線、都市計画上の名称は名古屋市高速度鉄道第3号線。ラインカラーは青（■）で、相互直通運転を行っている名鉄線と見分けがつくよう名鉄の赤色に対するRGBにおける補色としている。駅ナンバリングで用いられる路線記号はT。
すべての駅でmanaca（2011年2月11日に導入）などの交通系ICカード全国相互利用サービス対応カードが使用できる。

## 概要
上小田井駅から名古屋鉄道（名鉄）犬山線を経由して岩倉駅、扶桑駅、犬山駅まで、赤池駅から名鉄豊田線・三河線を経由して豊田市駅まで、それぞれ相互直通運転を行っている。日本の地下鉄で起点と終点の両方で同じ鉄道事業者の路線に直通している例は、鶴舞線の他には起点の中野駅と終点の西船橋駅の両方でJR東日本の路線に直通する東京メトロ東西線しかなく、かなり珍しい事例である一方で、名鉄名古屋本線経由との運賃差から来る運賃問題（同線経由では名古屋市交通局に運賃収入が一切発生しない）も存在している。東京メトロ東西線は西船橋駅側からJR総武線へは平日の朝夕ラッシュ時のみの直通運転であるのに対し、鶴舞線は2024年3月のダイヤ改正まで、犬山線・豊田線双方とも終日相互直通運転を実施しており、これは日本で唯一であったが、同改正以降、犬山線への直通運転は平日朝夕ラッシュ時と土休日の一部に減便された。鶴舞線は東京メトロ東西線とは異なり、自局車両が乗り入れ相手方の駅や車庫で当日の運用を終了する外泊運用は組まれていない（事故などの非常時には外泊することはある）。
高架駅の上小田井駅を出るとすぐ地下に潜り、浅間町駅付近までは愛知県道63号名古屋江南線・名古屋市道江川線の下を通る。江川線には高速道路を地下に通す計画があったため、浄心 - 浅間町間は地下鉄の上層に高速道路を通せるよう、地下10 mよりも深い位置に建設された（高速道路はその後高架線として建設され、2007年に名古屋高速6号清須線として開通した）。庄内緑地公園 - 庄内通間は庄内川の下をくぐっており、平成になってから開通した上小田井駅付近を含めてやや深めに造られている。浅間町駅を過ぎて堀川の下をくぐると線路がやや東に移動し、丸の内 - 大須観音間は伏見通（国道22号・国道19号）の下を通る。大須観音駅を過ぎて西大須交差点の下から大須通を通り、進路を東向きに変える。路線名のもととなった鶴舞公園の地下を通り、荒畑 - 川名間は山王通（名古屋市道山王線）の下を通る。川名駅を過ぎて山中交差点の下からは、進路を南東向きに変え、飯田街道（国道153号）の下を通る。植田駅からは国道から離れ、東向きに進路を変える。この区間も天白川や名古屋第二環状自動車道を地下でくぐるためにやや深めに造られている。平針駅から終点の赤池駅までも地下区間となっているが、赤池駅は地上の日進工場や名鉄豊田線に出やすくするため浅めに造られている。他線と交差する駅については東山線と名城線との乗換駅では下、桜通線との乗換駅では上を通っている。八事駅は鶴舞線の方が先に開業しているが、後の名城線ホーム増設を考慮して空間を造った上で鶴舞線を通している。
また、赤池駅と日進工場は名古屋市外の日進市にあり、名古屋市営地下鉄で唯一名古屋市外に営業線を延ばしている。後述の通り八事 - 赤池間の免許を名鉄から譲り受ける形で開業したためである。
沿線には高校・大学が多数立地している（いりなか駅 - 塩釜口駅間に所在する、南山大学、中京大学、名城大学など）。また、直通先の名鉄豊田線沿線にも名古屋商科大学、東海学園大学三好キャンパス、中京大学豊田キャンパス、私立豊田大谷高校などがあることから、学生の利用が多い（以前はみよし市の黒笹駅近くに愛知大学があったが、現在は名古屋駅南のあおなみ線沿線「ささしまライブ24」地区に移転した）。また、平針駅から市バスに乗り換えた先には愛知県運転免許試験場（通称：平針試験場）がある。
最混雑区間は塩釜口駅 → 八事駅で、2017年度のピーク時混雑率は115%となっている。土休日は伏見駅→大須観音駅も混雑する。
名鉄線と相互乗り入れを行う計画が建設当初からあったため、ホームが8両対応であったり、車両が20 m車であるなど、余裕を持った構造となっており、名鉄と同じ軌間1,067 mmの線路とパンタグラフを利用した架空電車線方式を採用している。
長らく可動式ホーム柵（ホームドア）が設置されていなかったが、2024年10月14日から庄内緑地公園駅に可動式ホーム柵（ホームドア）が設置された。名鉄の車両も乗り入れるため開閉の仕組みは他路線とは異なり、車両側の改造は行っていない。ホーム側のセンサーがドア開閉を検知して、ホーム柵が開閉する。2026年度までに名鉄管理駅の上小田井駅を除く各駅に順次設置される予定である。また、LED式発車標はすべての駅に設置されており、各種運行情報やニュースなどが表示できる。なお、LED式に更新されたのは、名古屋市営地下鉄の中で最も遅い。ただし、上小田井駅は名鉄の管理駅のため、鶴舞線用に割り当てられている3番線も名鉄仕様の発車標が使われている。
使用されている接近メロディの曲名は赤池方面が「サンライト」、上小田井方面が「ファンタジー」である。ただし、前述したように、上小田井駅は名鉄の管理駅なので、メロディは流れない。
2022年7月1日からは名古屋市営地下鉄で唯一、ワンマン運転を行っていない路線となった。
名鉄犬山線と豊田線との間には鶴舞線を介した通過連絡運輸が設定されている。通過連絡運賃は、大人も小児も
「名鉄犬山線の各駅、各務原線の新那加駅 - 新鵜沼駅、広見線の各駅、小牧線の小牧駅 - 羽黒駅（犬山経由）のいずれかから上小田井駅までの運賃」
＋「豊田線の各駅、三河線の猿投駅 - 三河八橋駅のいずれかから赤池駅までの運賃」
＋「鶴舞線の5区の乗車料金」
の合算額である（本来の通過連絡運輸とは異なり、それぞれの線区での計算となる）。
なお、名古屋市外在住の障害者手帳保持者（鉄道割引1種・2種ない方も含む）及び、割引設定済みのmanaca所持者は、鶴舞線区間のみ半額となる関係で、通過連絡運賃が設定できず、
犬山線・各務原線・広見線・小牧線の大人運賃
＋ 鶴舞線5区の割引運賃
＋ 豊田線・三河線の大人運賃
となる。
例：犬山線犬山駅 → 鶴舞線 → 豊田線の豊田市駅に向かう場合、犬山駅で上小田井駅までの大人運賃切符を購入し、上小田井駅での乗り換え時に、一度改札を出て地下鉄の割引切符を購入して再入場するか、赤池駅まで乗車し、ホーム中央にある西改札口横に常駐している係員に名鉄線切符と障害者手帳を渡して、地下鉄5区の割引運賃を精算する必要がある。赤池駅では、大人料金用manacaでの犬山線運賃の精算も可能。
また、豊田線まで改札を出ずに乗り通した場合は、豊田市駅で赤池駅から豊田市駅までの大人運賃を精算し、地下鉄5区割引運賃分は、後日か復路利用の際に、地下鉄各駅で精算する必要がある。
manaca敬老パス・福祉特別乗車券で犬山線または小牧線から豊田線まで乗り通した場合、降車駅で名鉄線運賃の合計（もしくは地下鉄線を経由しない名鉄名古屋駅・知立駅経由の名鉄線運賃と比べ安い方）のみが自動精算され、地下鉄5区の料金は引かれない（敬老パスの利用限度を超えた場合を除く）。

### 路線データ
- 路線距離（営業キロ）：20.4 km
- 軌間：1,067 mm
- 駅数：20（起終点駅含む）
- 複線区間：全線
- 電化区間：全線（直流1500 V・架空電車線方式（カテナリー電車線・剛体電車線））
- 地上区間：上小田井駅付近（約0.3 km）
- 閉塞方式：車内信号式
- 営業最高速度：75 km/h[2]
- 1編成の両数：6両
- ホーム最大対応両数：8両 （ホームの延長は御器所駅は175m、その他の駅は170mで建設）

## 運行形態
すべての列車が普通列車である。以前の内照式行先案内板には、「普通」と列車種別の案内が表示されていたほか、一時期は両数表示も行っていた。
- 運転間隔[10]
  - 平日：朝4分間隔、昼間10分間隔、夕方6分間隔
  - 土曜・休日：朝7.5分間隔、昼間以降10分間隔
  - 相互直通列車：昼間：
    - 豊田線直通：おおむね12分または18分間隔
    - 犬山線直通：運転なし

朝から昼・昼から夕方に変わる時間帯や深夜・早朝など、上記の間隔で運行されていない時間もある。
鶴舞線内折り返し列車は、平日・休日の日中は両方向とも毎時2本程度運行されている。
始発と最終に浄心駅・八事駅を終起点とする列車が設定されている（浄心駅始発はなく、同駅で夜間滞泊した車両は翌朝上小田井駅へ回送され、名鉄犬山線の運用に入る）。また、台風など災害時には、庄内緑地公園駅止まりの列車が設定される場合もある。2017年には人身事故で丸の内駅止まりの列車が設定された。また、前例はないが、鶴舞駅で折り返すことも可能である。2021年に伏見駅で、2022年に上前津駅で人身事故が発生した際などには上小田井駅方面 - 浄心駅と八事駅 - 赤池駅方面の列車が設定された。
2003年3月以前は平日・土曜・休日問わず昼間は毎時10本（6分間隔、平日夕方は4分間隔）運行されていたが、同月の改正で平日の昼間は毎時8本（7.5分間隔）、土曜・休日は昼間以降毎時6本（10分間隔）に減便された。平日夜7時以降は8分間隔になり、夜間は10 - 12分間隔に開く。また長年、鶴舞線だけが最終電車が早い（0時前に運行を終了する）状況が続いていたが、2003年3月に他線と同様、0時30分頃までの運行となった。2024年3月の改正では全体的に減便が行われ、平日の昼間も毎時6本（10分間隔）となる。
大晦日から元旦は終電後に終夜運転を行う（30分間隔、鶴舞線内全線通し）。ただし、名鉄線への直通は行わない（1996年大晦日までは名鉄犬山線と直通していた）。
名鉄犬山線・豊田線・三河線のダイヤが改正されると同時に鶴舞線のダイヤも改正されることがある（行き先変更のみを含む）。

### 名鉄犬山線直通列車

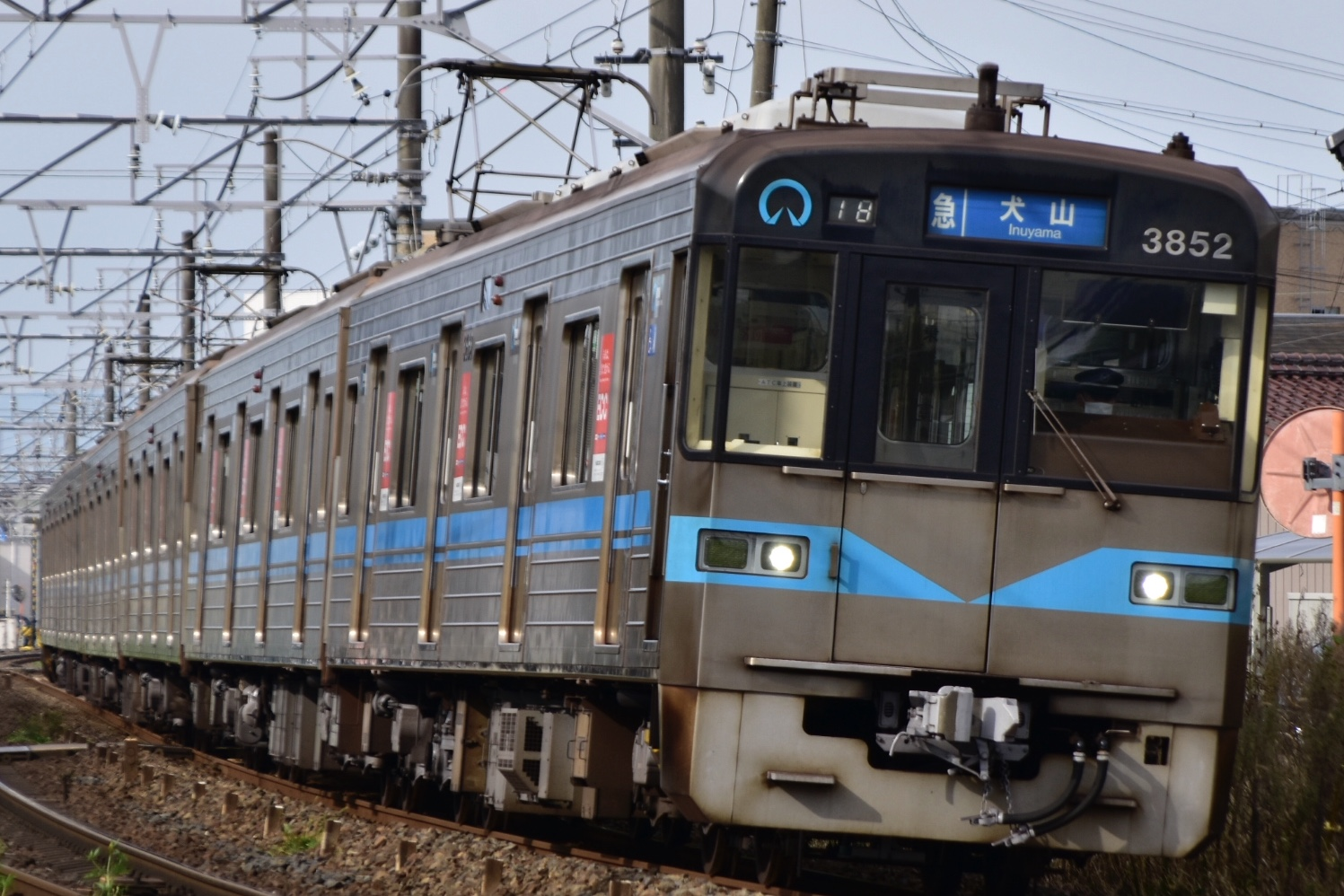
名鉄犬山線内急行となる直通電車

鶴舞線が上小田井駅まで延伸してからは毎時4本（犬山行きと岩倉行きが各2本）が運行されていたが、急行が上小田井駅に朝夕のみから全て停車するようになった2001年10月の名鉄のダイヤ改正以降、上小田井駅で犬山線の急行・準急との接続（乗換）を優先して、鶴舞線から犬山線への直通列車を減らし、2024年3月のダイヤ改正では平日日中および土休日の朝10時以降の犬山線直通が取りやめとなったことで運行本数が大幅に減少し、平日の朝夕ラッシュ時・休日の早朝深夜の一部のみに運行されるようになっている。
直通列車の行先は基本的に岩倉行きであるが、朝と深夜は犬山行きがあり、平日の朝に1本だけ豊田市発の扶桑行き（名古屋市交通局の車両で運用）もある。また、土休日の朝には布袋始発が2本ある。
名鉄犬山線内は原則普通列車で各駅に停車するが、2005年1月改正時より平日朝に犬山線内で上小田井駅から急行となる列車が岩倉・犬山方面行きに設定されるようになり、2024年3月16日改正時点では犬山行きと岩倉行きがそれぞれ2本が設定されている。犬山行きの列車はすべて名古屋市交通局所有の車両で、岩倉行きの列車は名古屋市交通局所有の車両と名古屋鉄道所有の車両がそれぞれ1本ずつ運転されている。
名鉄犬山線内で事故が発生した場合など異常時には直通運転が取り止められ、上小田井駅での折返し運転となる。また、台風で名鉄線内が運休となった場合、鶴舞線の上小田井駅 - 庄内緑地公園駅間も運休となり、庄内緑地公園駅 - 赤池駅間の地下区間のみの運転となる。
2004年までは毎年8月10日の日本ライン夏まつり納涼花火大会や大晦日深夜の初詣時に運行される臨時列車については犬山駅発着を延長し、犬山遊園駅まで直通していたことがあった。その後、2008年までは花火大会の臨時列車に限り新鵜沼駅まで運行していたが、犬山駅直通が減少した2009年以降は鶴舞線からの延長運転は行われていない。

### 名鉄豊田線直通列車
原則として平日・休日ともに毎時4本が運転されている。ただし、平日の朝・夕方、休日の朝は本数が増え、早朝や夜間は本数が減る。昼間は豊田市駅行きが2本の後に赤池駅行きが来る（豊田市行きの2本に1本は赤池駅で時間調整）。名鉄豊田線・三河線内は全列車が普通で運転される。平日朝の豊田市駅から上小田井へ向かう名鉄車運用のうち2本は三河線土橋駅の留置線に留置されている名鉄車を土橋発豊田市行きとして営業運転後、豊田市駅で行き先を上小田井または岩倉に変更して運用を継続している。この場合、豊田市駅では配線の都合で1番線に入線する（逆向きは豊田市行きとして運転して3番線に到着し、豊田市駅からは営業運転を行わず回送列車になる）。なお、かつて（上小田井駅が急行停車駅となった2001年以前）昼間の豊田線直通列車は原則として犬山線へも直通していた。現在のダイヤでは直通先は豊田線方面のみが基本形となっている。
豊田スタジアムでのJ1開催日や豊田おいでんまつり花火大会開催日など、イベント開催時は通常赤池駅止まりとなる列車が一部豊田市駅発着に変更される。
名鉄犬山線での場合と同様に、豊田線内で事故や台風で運休となった際は赤池駅で折り返し運転が行われる。

## 車両
車両の規格は20m 4ドアである。開業当初から名鉄犬山線との相互直通開始までは4両編成で、これは直通先の名鉄豊田線も同様であった。4両編成で運行されていた当時は交通局が3000形23編成92両、名鉄が100系6編成24両（1 - 3次車。このほかに1991年製の4次車4編成16両が在籍していたが、こちらの方は1993年7月の3500系就役まで暫定的に名鉄犬山線や名鉄名古屋本線などで運用されていた）を保有していた。その後、名鉄犬山線との相互直通開始に際して6両編成化されることとなり、交通局側は3000形を4両編成から6両編成に組成変更し、不足する分は3050形9編成52両の新製で補われた。名鉄側は100系の中間車のみ20両を新製し、4次車も含めた既存の車両10編成に組み込むことで対処した（この時に4次車が鶴舞線・豊田線の運用に転用された）。また、1994年には交通局と名鉄の双方で運用増強として1編成ずつ増備された。この結果、交通局は25編成、名鉄は11編成の保有となり、現在に至っている。
交通局の車両はいずれも乗り入れ先の名鉄に合わせたため、全て高運転台となっている。鶴舞線内折り返し運用と名鉄線直通列車にも使われているが、名鉄線内のみの運行はない。1987年 - 1989年の間には、先行的に製造された桜通線6000形6101編成を試験的・暫定的に使用していたこともあるが、運転台が進行方向右側に設置されている関係で、M式ATSは設置されておらず、鶴舞線内のみで用いられ、名鉄線内には直通しなかった。その後落成した同形式も当線で試運転を行った。また、2010年3月には同じく桜通線所属で当時落成したばかりの6050形が試運転を行った。
3000形は2011年から順次導入されているN3000形による置き換えが完了しており、2023年3月時点で全編成が営業運転から離脱している。

### 現用車両

#### 自局車両

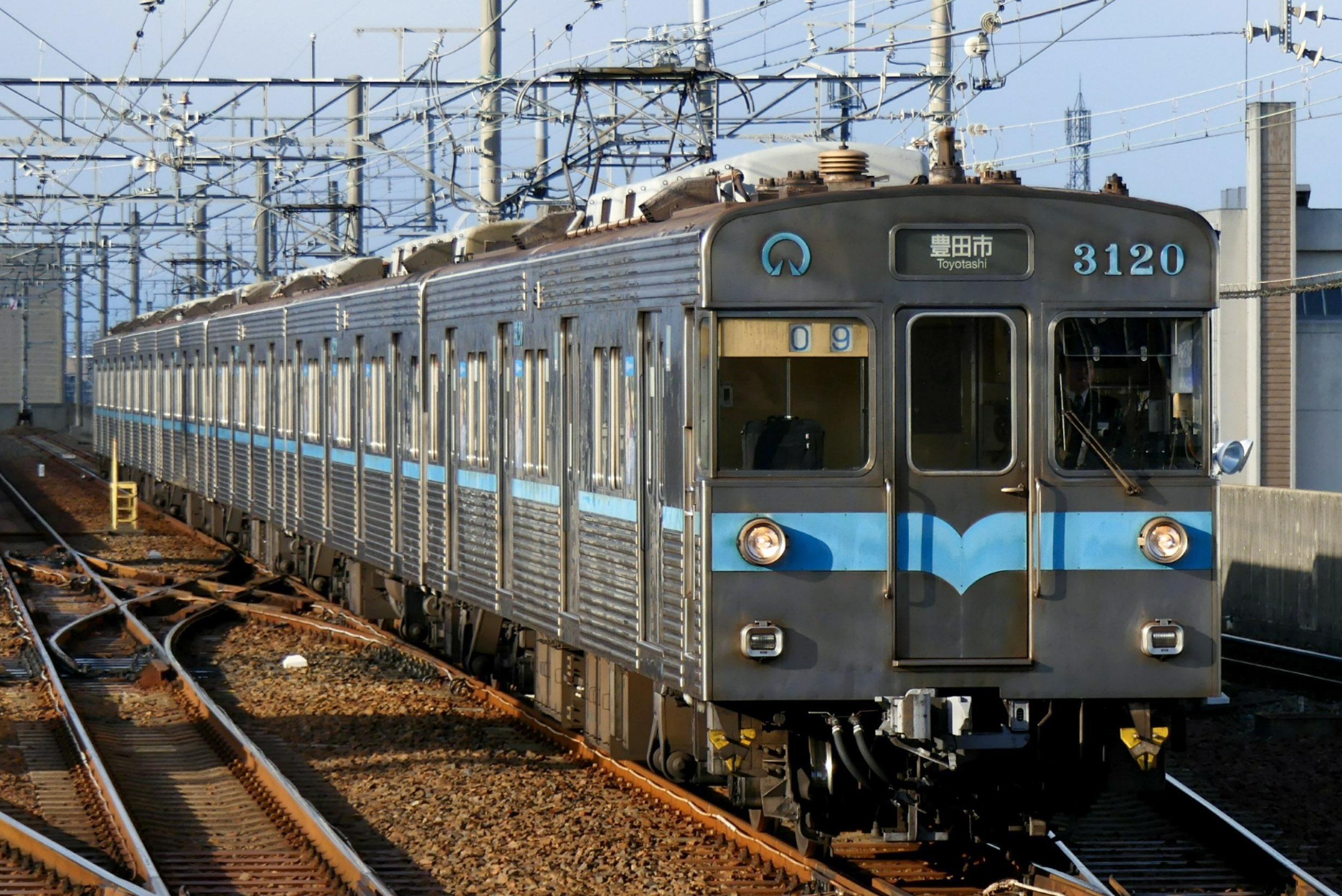
N3000形
- 3050形
  - 鶴舞線内では名鉄線に直通する列車を含めて「普通」の種別表示はされない（N3000形では赤池駅または上小田井駅で名鉄線に入る際に変更される）。

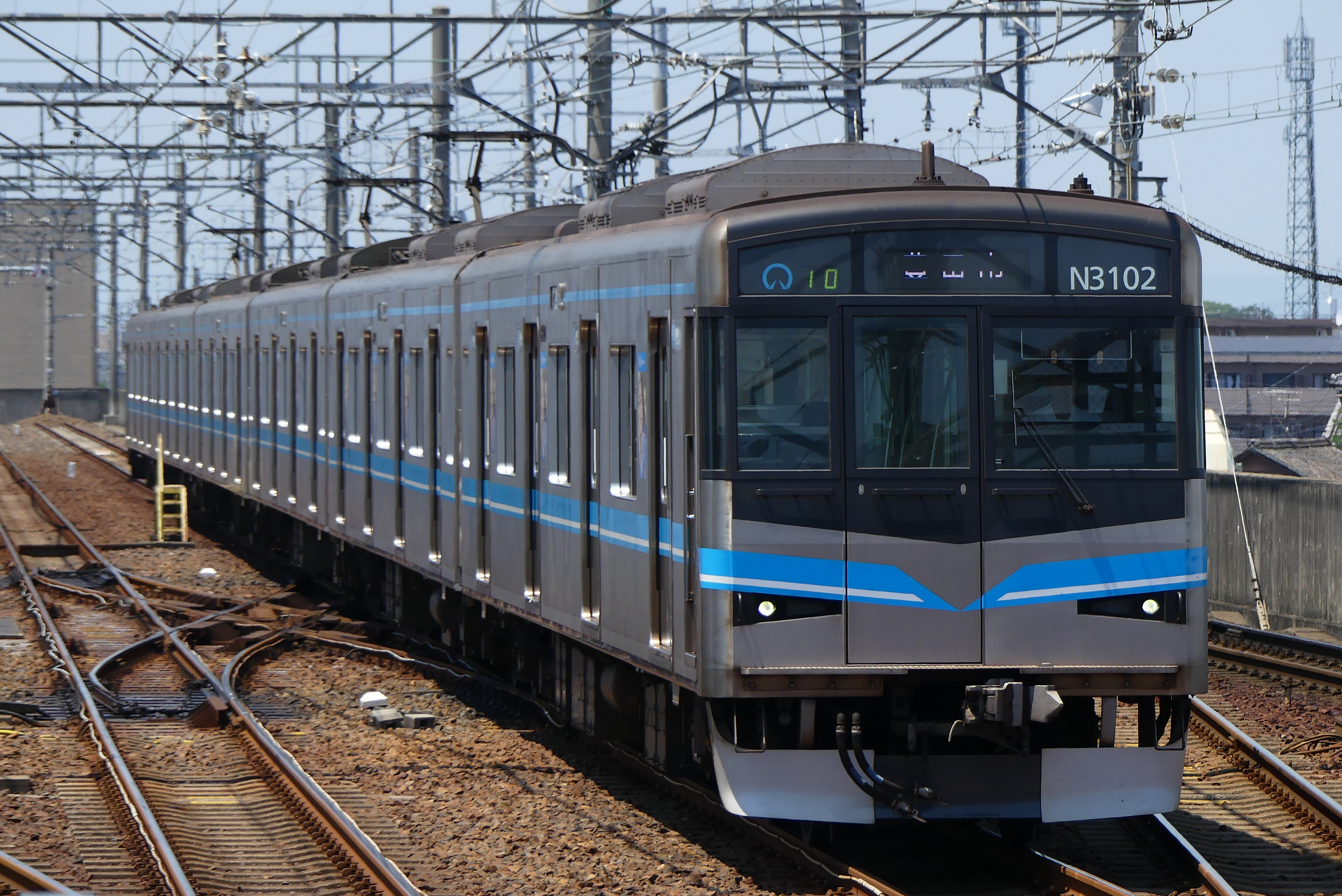
N3000形
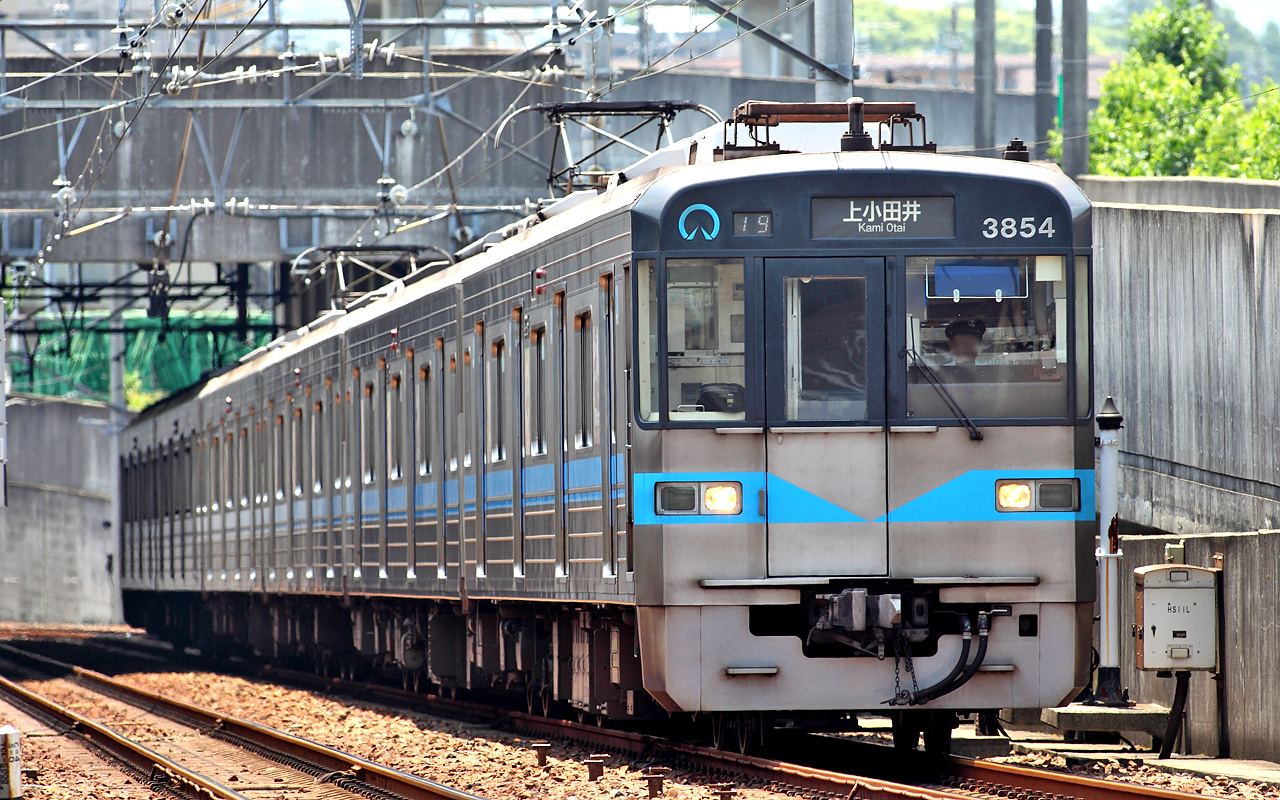
3050形

#### 乗り入れ車両
名古屋鉄道
- 100系・200系

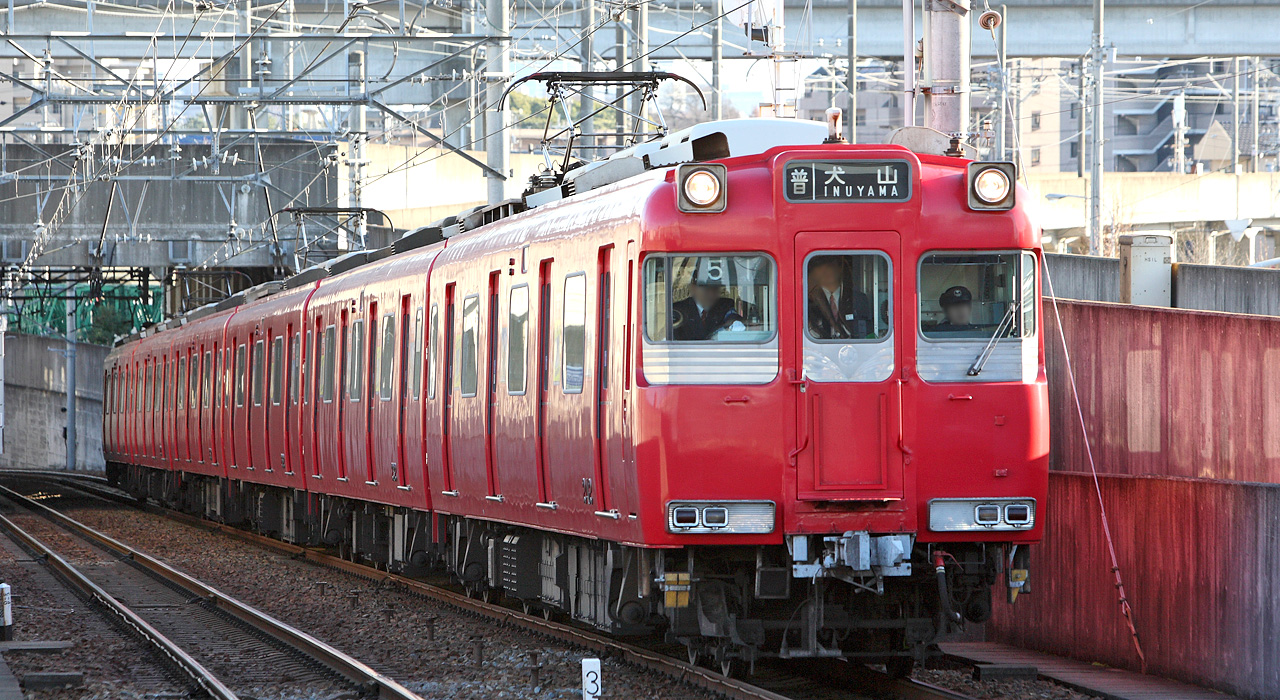
100系
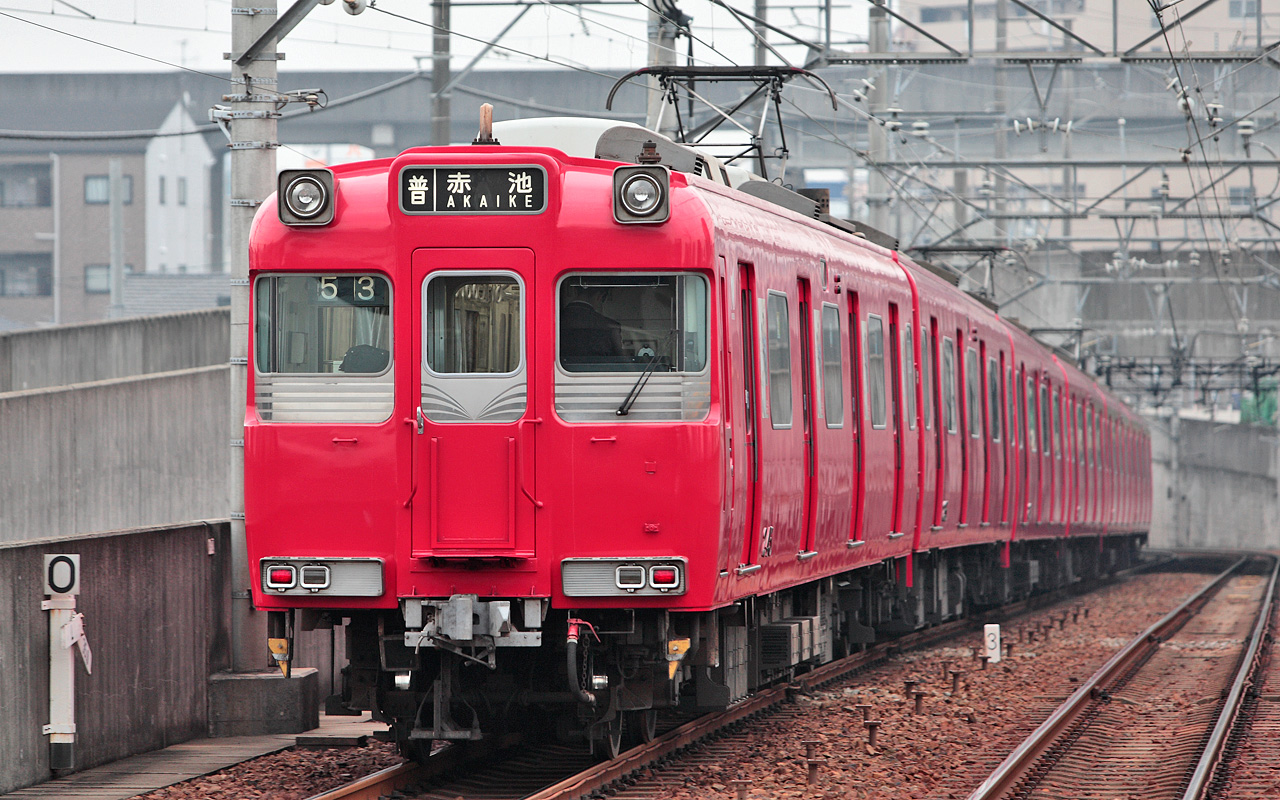
200系

### 導入予定車両

#### 乗り入れ車両
名古屋鉄道
- 500系 - 100系の後継として、2026年度から順次導入予定。

### 過去の車両

#### 自局車両
- 3000形

- 3000形

## 歴史
八事 - 赤池間は、新三河鉄道が昭和期に収得し、名古屋鉄道が継承していた八事 - 挙母（後の豊田市）間の免許を、名鉄から譲り受ける形で開業した。残る赤池 - 梅坪間は、名鉄豊田線として開業を見ている。

### 年表
- 1977年（昭和52年）3月18日：伏見 - 八事間 (8.0 km) が開業[3][19]。3000形電車営業運転開始。
- 1978年（昭和53年）10月1日：八事 - 赤池間 (5.4 km) が開業[3][19]。
- 1979年（昭和54年）7月29日：名鉄豊田新線（現在の豊田線）開業により、相互直通運転開始[3][19]。
- 1981年（昭和56年）11月27日：浄心 - 伏見間 (2.9 km) が開業[19][20]。
- 1984年（昭和59年）9月6日：庄内緑地公園 - 浄心間 (2.7 km) が開業[3][19]。
- 1987年（昭和62年）12月28日：桜通線6000形電車が鶴舞線で暫定営業運転開始（1989年まで運行）。
- 1993年（平成5年）
  - 4月1日：3050形電車営業運転開始[19]。
  - 8月12日：上小田井 - 庄内緑地公園間 (1.4 km) が開業[19][21]。名鉄犬山線との相互直通運転開始（当時は上小田井駅の折り返し設備が未完成のため、犬山線に直通しない列車については従来通り庄内緑地公園駅で折り返し）[19][21]。
- 1994年（平成6年）3月30日：上小田井駅の折り返し設備完成によるダイヤ改正により、同駅での折り返し運転が開始[19][22]、すべての列車が同駅に乗り入れ。桜通線今池 - 野並開業により、御器所駅が乗換駅となる[19]。
- 1997年（平成9年）4月5日：土曜ダイヤが休日ダイヤに統合[23][24]。
- 2003年（平成15年）
  - 3月6日：電車緊急停止装置を全駅に設置[19]。
  - 3月27日：終車時間を30分延長。これにより、他線とほぼ同じ終車時間となる。
- 2007年（平成19年）
  - 3月18日：3050形を使用した鶴舞線開業30周年記念列車が桜通線今池 - 赤池間で運転される。
  - 3月19日：上小田井駅を除く各駅で列車到着前の接近チャイムに代わり接近メロディを導入。
- 2012年（平成24年）
  - 2月16日：LED式発車標を上小田井駅を除く各駅に設置。
  - 3月16日：N3000形電車営業運転開始。3000形電車廃車開始。
- 2013年（平成25年）8月1日：地下鉄鶴舞線・名鉄犬山線相互直通運転20周年記念イベントが9月1日まで実施され[19]、記念系統板を掲出して運転[25]。
- 2015年（平成27年）2月22日：LED式発車標を上小田井駅に設置。
- 2023年（令和5年）3月：3000形電車営業運転終了[17]。
- 2024年（令和6年）
  - 3月16日：ダイヤ改正。平日日中および土休日の大部分の名鉄犬山線への直通運転が廃止される。名鉄管理の上小田井駅も含め、時刻表撤去。
  - 10月14日：庄内緑地公園駅から順次可動式ホーム柵使用開始[6][注釈 4]。

## 駅一覧
- 全駅愛知県内に所在。赤池駅は日進市、それ以外の19駅は名古屋市に所在。
- 地上区間は上小田井駅付近（約0.3 km）、それ以外の区間は地下。

| 駅番号                                              | 駅名                    | 駅間 キロ | 営業 キロ | 接続路線                                           | 所在地   | 所在地 |
| --------------------------------------------------- | ----------------------- | --------- | --------- | -------------------------------------------------- | -------- | ------ |
| IY 名鉄犬山線 犬山駅まで直通運転                    |                         |           |           |                                                    |          |        |
| T01                                                 | 上小田井駅              | -         | 0.0       | 名古屋鉄道：IY 犬山線 (IY03)（直通運転：上記参照） | 名古屋市 | 西区   |
| T02                                                 | 庄内緑地公園駅          | 1.4       | 1.4       |                                                    | 名古屋市 | 西区   |
| T03                                                 | 庄内通駅                | 1.3       | 2.7       |                                                    | 名古屋市 | 西区   |
| T04                                                 | 浄心駅                  | 1.4       | 4.1       |                                                    | 名古屋市 | 西区   |
| T05                                                 | 浅間町駅                | 0.8       | 4.9       |                                                    | 名古屋市 | 西区   |
| T06                                                 | 丸の内駅                | 1.4       | 6.3       | 名古屋市営地下鉄： 桜通線 (S04)                    | 名古屋市 | 中区   |
| T07                                                 | 伏見駅                  | 0.7       | 7.0       | 名古屋市営地下鉄： 東山線 (H09)                    | 名古屋市 | 中区   |
| T08                                                 | 大須観音駅              | 0.8       | 7.8       |                                                    | 名古屋市 | 中区   |
| T09                                                 | 上前津駅                | 1.0       | 8.8       | 名古屋市営地下鉄： 名城線 (M03)                    | 名古屋市 | 中区   |
| T10                                                 | 鶴舞駅                  | 0.9       | 9.7       | 東海旅客鉄道：CF 中央本線 (CF02)                   | 名古屋市 | 中区   |
| T11                                                 | 荒畑駅                  | 1.3       | 11.0      |                                                    | 名古屋市 | 昭和区 |
| T12                                                 | 御器所駅 （昭和区役所） | 0.9       | 11.9      | 名古屋市営地下鉄： 桜通線 (S10)                    | 名古屋市 | 昭和区 |
| T13                                                 | 川名駅                  | 1.2       | 13.1      |                                                    | 名古屋市 | 昭和区 |
| T14                                                 | いりなか駅              | 1.0       | 14.1      |                                                    | 名古屋市 | 昭和区 |
| T15                                                 | 八事駅                  | 0.9       | 15.0      | 名古屋市営地下鉄： 名城線 (M20)                    | 名古屋市 | 昭和区 |
| T16                                                 | 塩釜口駅 （名城大学前） | 1.4       | 16.4      |                                                    | 名古屋市 | 天白区 |
| T17                                                 | 植田駅                  | 1.2       | 17.6      |                                                    | 名古屋市 | 天白区 |
| T18                                                 | 原駅                    | 0.8       | 18.4      |                                                    | 名古屋市 | 天白区 |
| T19                                                 | 平針駅                  | 0.9       | 19.3      |                                                    | 名古屋市 | 天白区 |
| T20                                                 | 赤池駅                  | 1.1       | 20.4      | 名古屋鉄道：TT 豊田線 (TT07)（直通運転：下記参照） | 日進市   | 日進市 |
| TT 名鉄豊田線経由 MY 名鉄三河線豊田市駅まで直通運転 |                         |           |           |                                                    |          |        |

## 利用状況
名古屋市営地下鉄鶴舞線の輸送実績を下記に表す。表中、最高値を赤、最低値を緑で表記。
| 年度               | 年間 輸送人員 （千人） | 一日平均 輸送人員 （人） | 輸送人キロ （千人キロ） | 最混雑区間 乗車率 (%) | 輸送密度 （人/日） | 特記事項                                                  |
| ------------------ | ---------------------- | ------------------------ | ----------------------- | --------------------- | ------------------ | --------------------------------------------------------- |
| 1977年（昭和52年） |                        |                          |                         |                       |                    | 開業（伏見 - 八事開通）                                   |
| 1978年（昭和53年） |                        |                          |                         |                       |                    | 八事 - 赤池開通                                           |
| 1979年（昭和54年） |                        |                          |                         |                       |                    | 名鉄豊田新線（現・豊田線）と相互直通運転開始              |
| 1980年（昭和55年） |                        | 157,847                  |                         | 185                   |                    |                                                           |
| 1981年（昭和56年） |                        |                          |                         |                       |                    | 浄心 - 伏見開通                                           |
| 1982年（昭和57年） |                        |                          |                         |                       |                    |                                                           |
| 1983年（昭和58年） |                        |                          |                         |                       |                    |                                                           |
| 1984年（昭和59年） |                        |                          |                         |                       |                    | 庄内緑地公園 - 浄心開通                                   |
| 1985年（昭和60年） |                        | 203,532                  |                         | 179                   |                    |                                                           |
| 1986年（昭和61年） |                        |                          |                         |                       |                    |                                                           |
| 1987年（昭和62年） |                        |                          |                         |                       |                    |                                                           |
| 1988年（昭和63年） |                        |                          |                         |                       |                    |                                                           |
| 1989年（平成1年）  |                        |                          |                         |                       |                    |                                                           |
| 1990年（平成2年）  | 81,207                 | 222,485                  |                         | 232                   | 74,064             |                                                           |
| 1991年（平成3年）  | 85,663                 |                          |                         |                       | 77,439             |                                                           |
| 1992年（平成4年）  | 83,971                 |                          |                         |                       | 75,936             |                                                           |
| 1993年（平成5年）  | 91,094                 | 249,573                  |                         |                       | 81,925             | 上小田井 - 庄内緑地公園開通、名鉄犬山線と相互直通運転開始 |
| 1994年（平成6年）  | 95,147                 | 260,677                  |                         |                       | 84,508             | 桜通線 今池駅 - 野並駅開通                                |
| 1995年（平成7年）  | 97,187                 | 265,538                  |                         | 163                   | 86,636             |                                                           |
| 1996年（平成8年）  | 97,904                 | 268,230                  |                         |                       | 88,732             |                                                           |
| 1997年（平成9年）  | 97,998                 | 268,488                  | 655,398                 |                       | 88,020             |                                                           |
| 1998年（平成10年） | 98,232                 | 269,129                  | 665,604                 |                       | 89,391             |                                                           |
| 1999年（平成11年） | 96,805                 | 265,219                  | 658,500                 | 161                   | 88,437             |                                                           |
| 2000年（平成12年） | 95,990                 | 262,986                  | 653,547                 | 159                   | 87,772             |                                                           |
| 2001年（平成13年） | 96,844                 | 265,326                  | 657,414                 | 155                   | 88,291             |                                                           |
| 2002年（平成14年） | 93,583                 | 256,392                  | 633,746                 | 154                   | 85,112             |                                                           |
| 2003年（平成15年） | 101,250                | 279,644                  | 631,535                 | 154                   | 84,815             |                                                           |
| 2004年（平成16年） | 102,070                | 277,397                  | 682,670                 | 138                   | 91,683             | 4号線 名古屋大学 - 新瑞橋開通                             |
| 2005年（平成17年） | 101,351                | 277,674                  | 610,230                 | 136                   | 81,954             |                                                           |
| 2006年（平成18年） | 104,617                | 286,622                  | 622,889                 | 141                   | 83,654             |                                                           |
| 2007年（平成19年） | 104,928                | 287,474                  | 629,610                 | 138                   | 84,557             |                                                           |
| 2008年（平成20年） | 105,605                | 289,328                  | 630,809                 | 131                   | 84,718             |                                                           |
| 2009年（平成21年） | 103,914                | 284,695                  | 621,395                 | 131                   | 83,454             |                                                           |
| 2010年（平成22年） | 104,054                | 285,079                  | 634,708                 | 127                   | 85,241             |                                                           |
| 2011年（平成23年） | 94,322                 | 258,416                  | 563,013                 |                       | 75,613             | 桜通線 野並駅 - 徳重駅開通                                |
| 2012年（平成24年） | 96,632                 | 265,000                  |                         |                       |                    |                                                           |
| 2013年（平成25年） | 100,345                | 275,000                  |                         | 113                   |                    |                                                           |
| 2014年（平成26年） | 100,774                | 276,000                  |                         | 112                   |                    |                                                           |
| 2015年（平成27年） | 104,714                | 286,000                  |                         | 113                   |                    |                                                           |
| 2016年（平成28年） | 106,114                | 291,000                  |                         | 116                   |                    |                                                           |
| 2017年（平成29年） | 107,243                | 294,000                  |                         | 115                   |                    |                                                           |
| 2018年（平成30年） | 108,795                | 298,000                  |                         | 116                   |                    |                                                           |
| 2019年（令和元年） |                        |                          |                         | 116                   |                    |                                                           |
| 2020年（令和2年）  |                        |                          |                         | 92                    |                    |                                                           |

出典：
愛知県ホームページ 
- あいちの陸上交通（統計資料） 2007年4月1日 - ウェイバックマシン（2011年1月19日アーカイブ分）
- 陸上交通に関する統計 2011年3月9日 - ウェイバックマシン（2011年8月9日アーカイブ分）
- 陸上交通に関する統計 2015年3月31日
- 第8回愛知県累年統計表
- 愛知県統計年鑑 各年度版

国土交通省
- 最混雑区間における混雑率（令和元年度） (PDF) 
- 最混雑区間における混雑率（令和2年度） (PDF)